# Antoni Bayés i de Luna
Antoni Bayés de Luna (Vic, Osona, 1936) és un metge català, cardiòleg i catedràtic emèrit de Cardiologia de la Universitat Autònoma de Barcelona.

## Biografia
És besnet de Joaquim Vayreda i Vila, i també del Dr. Antoni Bayés i Fuster.
Va estudiar cardiologia a l'Escola de Cardiologia de la Universitat de Barcelona, i a l'Institute of Cardiology and Hammersmith Hospital de Londres. Ha estat professor des del 1971 i des del 1990 catedràtic de Cardiologia a la Universitat Autònoma de Barcelona, president de la Federació Mundial de Cardiologia i fundador del Dia Mundial del Cor, i ha dirigit l'Institut Català de Cardiologia de l'Hospital de la Santa Creu i Sant Pau de Barcelona i el servei de Cardiologia de l'hospital Quiron.
Ha escrit més d'un centenar de títols relacionats amb la seva especialitat i ha estat president de les societats catalana, espanyola i mundial de cardiologia. És doctor honoris causa per la Universitat de Lisboa i per l'Acadèmia de les Ciències de Budapest. El 2003 va rebre la Creu de Sant Jordi. El 2006 va rebre el Premi de la Federació Mundial de Cardiologia i el 2007, el Premi Rei Jaume I a la investigació Mèdica. El 2019, la Societat Espanyola de Cardiologia va atorgar-li un premi «pels seus valors humanístics en el tracte amb els pacients».
Molt vinculat des de sempre a la vila de Tona (Osona), on de petit hi passava els estius, al balneari Ullastres, propietat de la família Bayés, el 2011 fou, conjuntament amb la seva germana, la destacada il·lustradora Pilarín Bayés, nomenat fill adoptiu de Tona.